# 소원영
소원영(1955년 ~ )은 MBC 드라마본부의 프로듀서이다.

## 학력
- 경북대학교 사회학과 학사
- 경북대학교 대학원 사회학 석사

## 경력
- MBC 드라마본부 PD
- MBC TV제작본부 드라마국 부주간
- MBC TV제작본부 드라마국 주간 (국장급)
- 울산MBC 사장

## 수상 경력
- 2002년 여성부(현 여성가족부) 남녀평등 대통령상